# Nāḩiyat aţ Ţawāḩīn
Nāḩiyat aţ Ţawāḩīn (arabiska: ناحية الطواحين) är ett subdistrikt i Syrien.   Det ligger i provinsen Tartus, i den västra delen av landet, 180 km norr om huvudstaden Damaskus.
Trakten runt Nāḩiyat aţ Ţawāḩīn består till största delen av jordbruksmark. Runt Nāḩiyat aţ Ţawāḩīn är det tätbefolkat, med 411 invånare per kvadratkilometer.